# Cova de l'Aigua

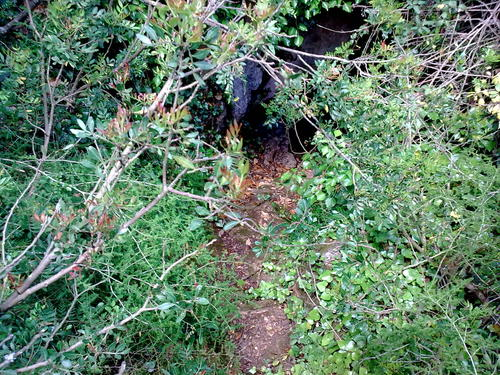
Entrada a la cova

La cova de l'aigua, també coneguda com l'avenc de l'Aigua, és una cova situada en el límit entre els termes municipals de Carcaixent i Simat de la Valldigna. Se situa a 8 km de la població de Carcaixent, a 5 km de Simat de la Valldigna i a 3 km de la Barraca d'Aigües Vives, en el Pla de l'Avenc de l'Aigua, a les muntanyes del Realengo, finca del Convent d'Aigües Vives.
La cova conté un interessant conjunt de sales i processos hipogeus, en què van ser trobades restes iberes i romanes. Geològicament es troba en dolomies cristal·lines massives del Turonià (Cretàcic Superior).

## Descripció
Té una gran entrada coberta per la vegetació i a continuació un pendent continu d'uns 15 metres. Té un traçat complicadíssim que inclou sales a diferents nivells i galeries per les quals no és difícil perdre's. Hi ha avencs a 50 i 70 metres de profunditat (dos avencs) que inclouen tres petites basses d'aigua (depòsits) i grans sales. El seu recorregut total és de 240 metres. (font: Julio González-Alcalde, Donat)

## Accés

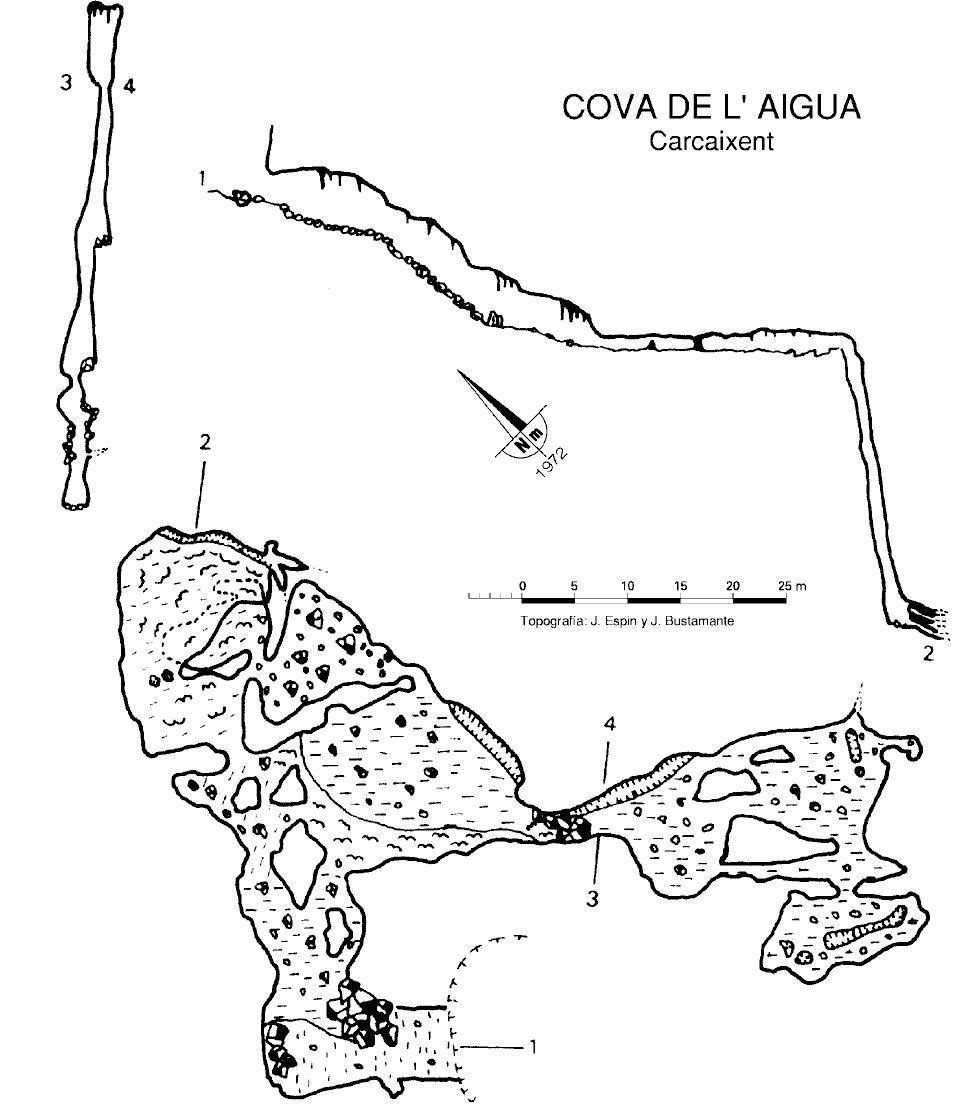
Pla de l'Avenc de l'Aigua

Per a arribar fins a l'avenc de l'Aigua es pot accedir per la finca del Reialenc, des de la Urbanització Sant Blai, pujant al Reialenc i prenent el camí de les Cases de Don Bernardo. Una vegada en els Cases de Don Bernardo cal prendre la senda de la dreta, que va entre els matolls, seguint uns quatre quilòmetres fins a arribar al límit amb el terme municipal de Simat de la Valldigna, municipi des del qual també és possible accedir seguint una senda.
També es pot arribar des de l'Hort de Soriano i la Font de la Parra, o des del Camí de Basses Roges, per això cal arribar al Pla de Reus i prendre la senda que puja a l'Avenc. Una opció més curta és pujar des de la Barraca d'Aigües Vives bé per la Font de la Falzia o bé per la pujada al sud del camp de golf de la Galiana.